# Drapetis sebetuanei
Drapetis sebetuanei är en tvåvingeart som beskrevs av Smith 1969. Drapetis sebetuanei ingår i släktet Drapetis och familjen puckeldansflugor. Inga underarter finns listade i Catalogue of Life.